# Paisley (motief)

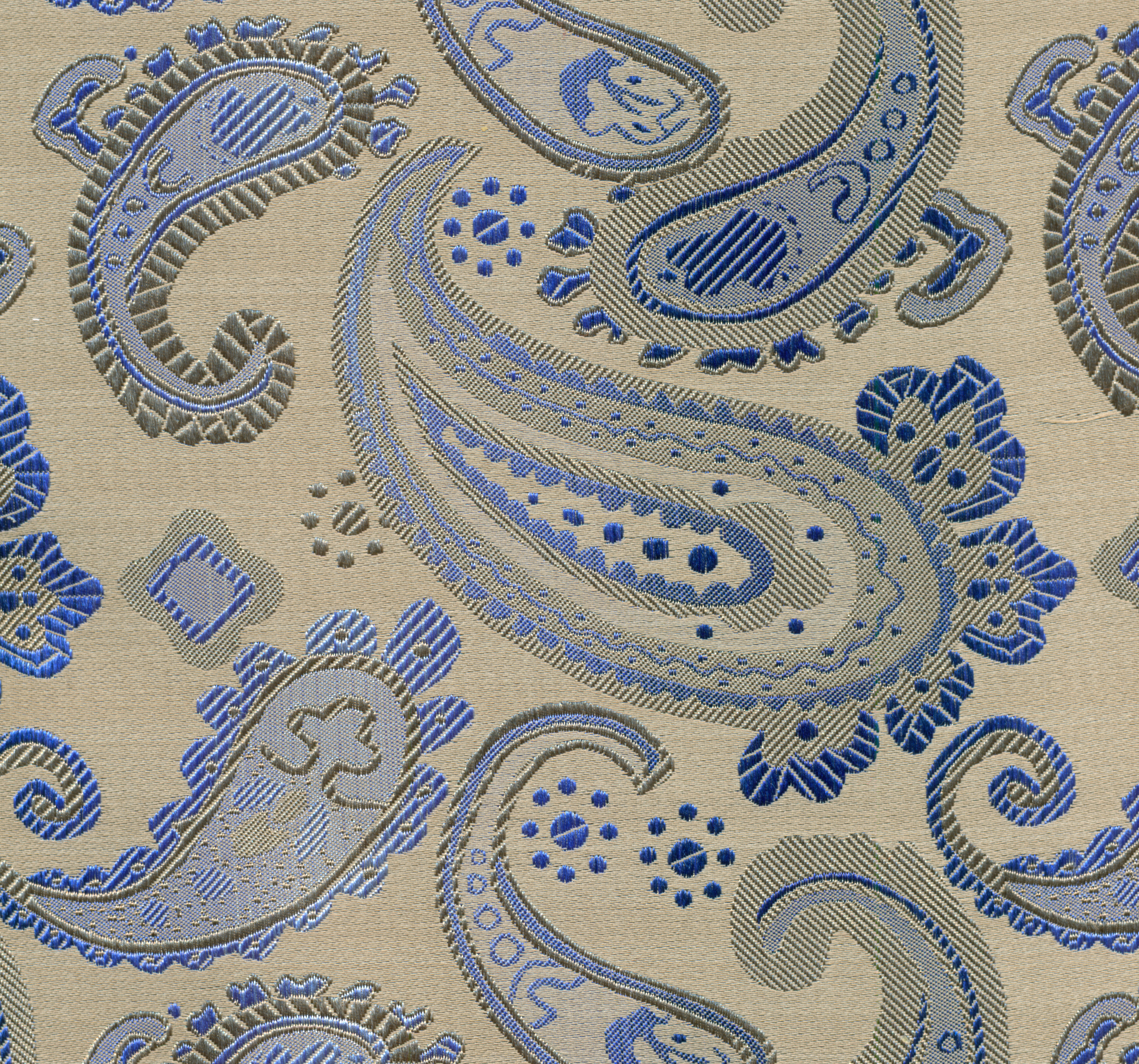
Zijden pochet met geweven paisleypatroon

Paisley is de aanduiding voor een gestileerd textiel-motief, dat grofweg een soort van bladvorm met een spits toelopend einde voorstelt, een soort grote komma. De naam is afkomstig van de in de regio Strathclyde in Schotland gelegen stad Paisley. Deze stad was in de 19e eeuw een belangrijk centrum van de textielindustrie.
Het motief is echter niet Schots van oorsprong; het werd al gebruikt ten tijde van de Perzische Sassanidendynastie. Tijdens de Safawiedendynastie werd het via het Mogolrijk naar India geëxporteerd. Britse koloniale soldaten namen uit hun kolonie Kasjmir kasjmieren sjaals die met dit motief voorzien waren mee terug naar hun moederland. Onder meer door het gebruik aan het hof van Victoria werd het motief al snel populair, maar door de met de import verbonden hoge kosten bleef het gebruik voorbehouden aan de hogere klasse. Dit was een kolfje naar de hand van de Schotse textielproducenten, die al snel van op hun jacquardgetouwen van plaatselijk geproduceerde wol veel goedkopere replica's produceerden. Voorheen werden paisleymotieven vooral in roodtinten uitgevoerd, tegenwoordig zijn ze in alle mogelijke kleuren terug te vinden. Het motief is nog steeds populair, en men komt het, overigens nog vooral in het Verenigd Koninkrijk, tegen op stropdassen, sjaals, en ook in meubilairbekleding tegen. Het patroon wordt overigens heden ten dage zelden geweven, het is nu meestal gedrukt.

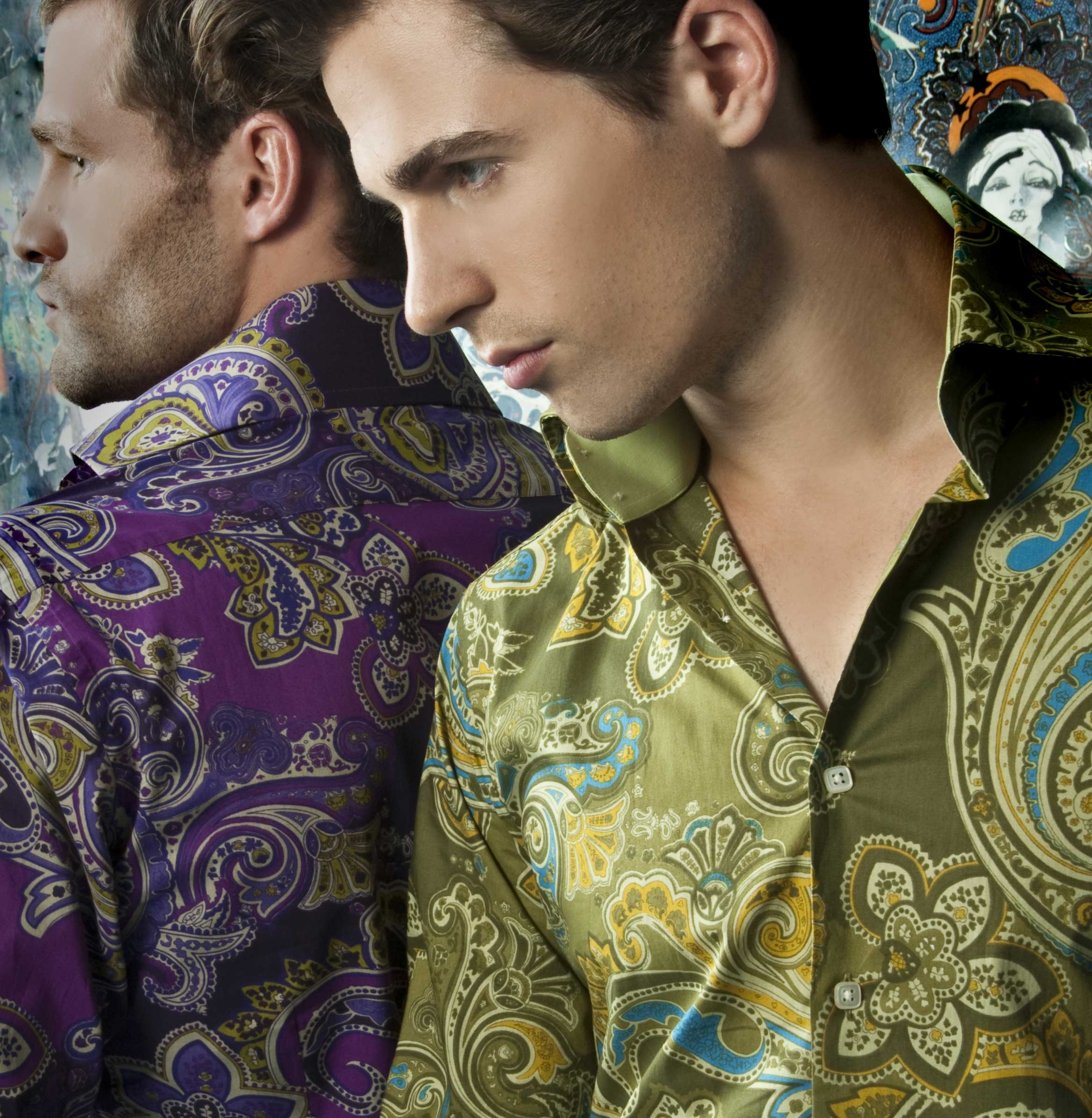
Paisleyoverhemd van Hawes & Curtis

Het motief deed sterke opgang in de hippiebeweging; een bekend voorbeeld is de Rolls-Royce Phantom van John Lennon, die een gele uitvoering met dit motief bezat.